# Acid

Aspirina este un acid organic.

Acidul este o substanță chimică mai mult sau mai puțin solubilă în apă, care odată dizolvată, formează o soluție al cărei pH este mai mic decât 7. Una dintre teoriile acido-bazice definește acidul ca fiind substanța capabilă să cedeze unul sau mai mulți protoni în reacția cu o bază (vezi și teoria acido-bazică). Acizii pot fi anorganici (hidracizi, oxoacizi etc.) sau pot fi organici (acizi carboxilici).

## Acidul si ionul corespunzător
1. HF-acid fluorhidric	 F- ion fluorură
2. HCl-acid clorhidric	Cl- ion clorură
3. HBr-acid bromhidric	Br- ion bromură
4. HI-acid iodhidric	I- ion iodură
5. HNO3-acid azotic	NO3- ion azotat
6. HNO2-acid azotos	NO2- ion azotit
7. H2CO3-acid carbonic	HCO3- ion carbonat acid
  1. CO32- ion carbonat
8. HClO4-acid percloric	ClO4- ion perclorat
9. HClO3-acid cloric	HClO3- ion clorat
10. HClO2-acid cloros	ClO2- ion clorit
11. HClO-acid hipocloros	ClO- ion hipoclorit
12. H2SO4-acid sulfuric	HSO4- ion sulfat acid
  1. SO42- ion sulfat
13. H2SO3-acid sulfuros	HSO3- ion sulfit acid
  1. SO32- ion sulfit
14. H3PO4-acid fosforic	H2PO4- ion fosfat biacid
  1. HPO42- ion fosfat monoacid
  2. PO43- ion fosfat
15. H3PO3-acid fosforos	H2PO3- ion fosfit biacid
  1. HPO32- ion fosfat monoacid
  2. PO33- ion fosfit
16. H2S-acid sulfhidric	HS- ion sulfură acidă
  1. S2- ion sulfura
17. CH3-COOH=acid acetic	CH3COO- ion acetat
18. HCN-acid cianhidric	CN- ion cianură
19. HCOOH-acid formic	HCOO- ion format
20. HOOCCOOH-acid oxalic	COO- acid oxalat

## Acizi tipici

### Acizi anorganici tari
- acid azotic, HNO3
- acid bromhidric, HBr
- acid clorhidric, HCl
- acid cloric, HClO3
- acid iodhidric, HI
- acid percloric, HClO4
- acid sulfuric, H2SO4

### Acizi anorganici slabi și de tărie medie
- acid boric, H3BO3
- acid carbonic, H2CO3 (numit pur și simplu „acid” atunci când intră în componența unor ape minerale sau a unor băuturi răcoritoare precum Fanta)
- acid fluorhidric, HF
- acid fosforic, H3PO4
- acid silicic, H2SiO3

### Acizi organici slabi
- acid acetic, CH3 CO OH
- acid butiric, CH3 CH2 CH2 CO OH
- acid benzoic, C6 H5 CO OH
- acid citric, (C6 O7 H8)
- acid formic, HC O OH
- acid lactic, CH3 CH OH CO OH
- acid malic, HO O C CH2 CH OH CO OH
- acid oxalic, HO O C CO OH
- acid piruvic, CH3 CO CO OH
- acid propionic, CH3 CH2 CO OH
- acid valerianic, CH3 (CH2 )3CO OH